# Jäger-Bericht
Als Jäger-Bericht oder Jäger-Report wird eine auf den 1. Dezember 1941 datierte und als Geheime Reichssache gestempelte ausführliche Gesamtaufstellung der Exekutionen bezeichnet, die zwischen dem 4. Juli und dem 29. November 1941 in Litauen und Vilnius vom Einsatzkommando 3 mit litauischen Helfern durchgeführt worden waren. Der SS-Standartenführer und Kommandeur der Sicherheitspolizei und des SD von Kaunas, Karl Jäger, listet darin mehr als 130.000 meist jüdische Opfer auf, überwiegend Frauen und Kinder. Jäger stellt heraus, „das Ziel, das Judenproblem für Litauen zu lösen“, sei vom EK. 3 erreicht worden.

## Überblick
Mit dem deutschen Angriff auf die Sowjetunion marschierte die Wehrmacht im Juni 1941 in Litauen ein. Ihr folgten Einheiten der Einsatzgruppe A unter Walter Stahlecker, darunter das Einsatzkommando 3 unter dem SS-Standartenführer Karl Jäger. In nordwestlichen Teilen Litauens ermordete das Einsatzkommando 2 schätzungsweise 30.000 Juden. Im flächenmäßig größeren Teil des Landes ließ Jäger innerhalb von nur fünf Monaten mehr als 130.000 Juden exekutieren und meldete, in Litauen sei das „Judenproblem“ damit bis auf einen Restbestand von 34.500 Arbeitsjuden einschließlich ihrer Familien gelöst.
Kein anderer Bericht eines Einsatzkommandos zeichnet den geographischen Verlauf und die stärker werdende Einbeziehung von Frauen und Kindern in das Mordgeschehen so präzise nach. Daher wird der Jäger-Bericht in der Holocaustforschung als „Schlüsseldokument“ angesehen. Zwei Kurzmeldungen Jägers, die aufgefunden wurden, beschränken sich dagegen auf die Mitteilung von Summen.
Jäger wollte nach eigener Aussage mit seinen „Erfolgszahlen“ glänzen und seine Karriere fördern. Die Initiative von Tätern in den einzelnen Regionen war „unabdingbarer Bestandteil einer zentral gesteuerten Politik“, zugleich aber sicherte erst der „Wettbewerb der verschiedenen Funktionsträger“ die Führungsrolle des Zentrums.

## Zur Bedeutung der Quelle

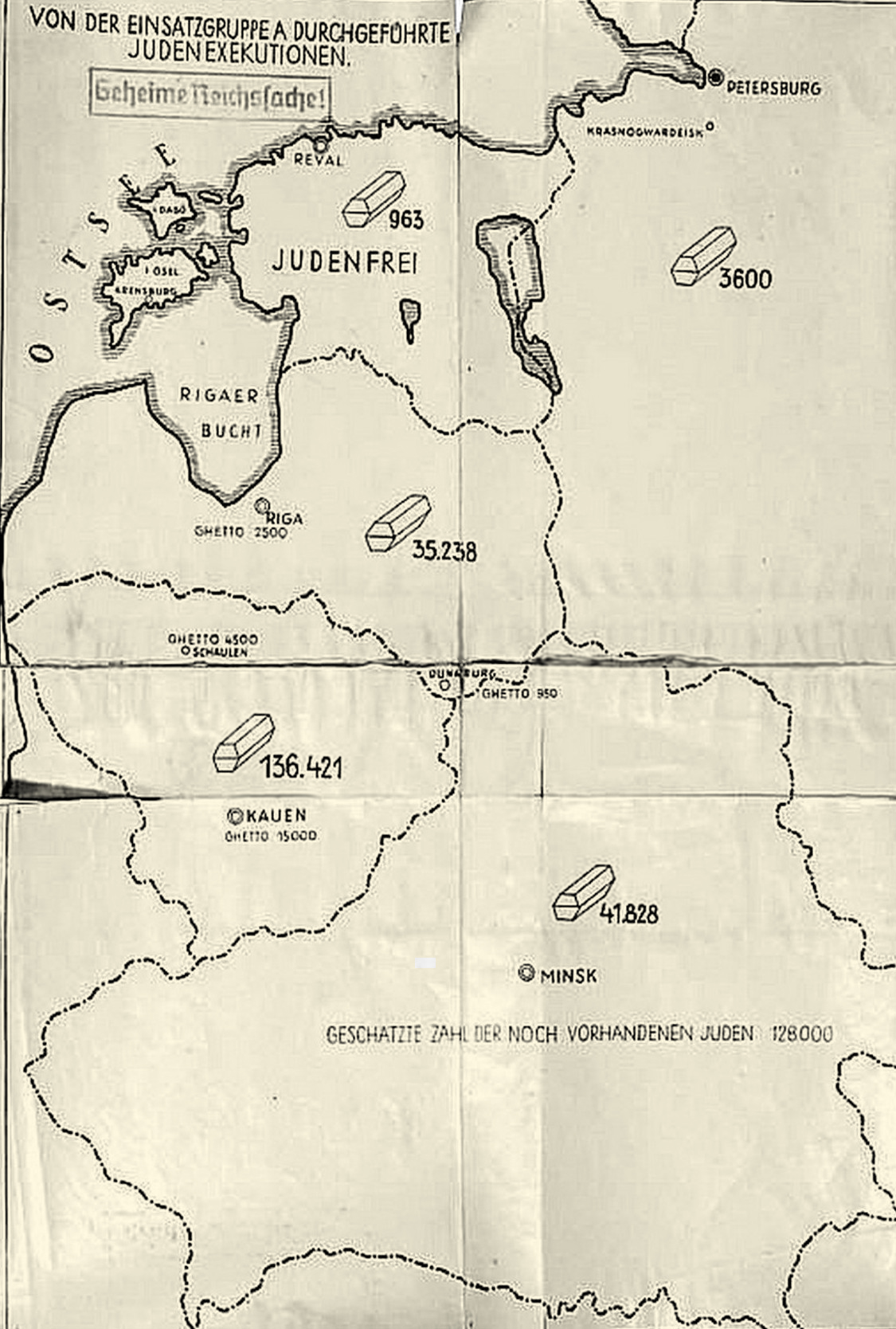
Aus dem Bericht Stahleckers zum 31. Januar 1942